# Spirit in the Night
Spirit in the Night är en sång av Bruce Springsteen. Den gavs ut på dennes debutalbum Greetings from Asbury Park, N.J. och släpptes även som singel.
Värt att notera är att Manfred Mann's Earth Band, som senare kom att göra en cover av Blinded by the Light, även gjorde en cover på denna låt. Låten släpptes som cover på albumet Nightingales and Bombers 1975.